# سعید صیام
سعید صیام (۱۹۵۹ - ۱۵ ژانویه ۲۰۰۹) وزیر کشور دولت حماس در نوار غزه و مسئول نیروهای امنیتی گروه شبه‌نظامی حماس و فرمانده سابق تیپ عزالدین قسام بود.
سعید صیام یکی از ۵ رهبر ارشد گروه حماس بود که سازمان فتح، آنها را به انجام «کودتا» در نوار غزه در سال ۲۰۰۷ میلادی متهم می‌کند.
وی در تاریخ ۱۵ ژانویه ۲۰۰۹ میلادی، به همراه پسر و برادرش و دو تن از محافظانش، در «عملیات سرب گداخته» نیروی هوایی اسرائیل به خانه استیجاری برادرش که وی درآنجا مخفی شده بود، کشته شد.
سعید صیام همچنین مسئول محافظت از جان رهبران حماس در نوار غزه بود. بسیاری وی را نفر دوم در چرخهٔ رهبری حماس پس از اسماعیل هنیه می‌شناختند.